# Global Frequency

Global Frequency est une série de comics en douze épisodes créée par Warren Ellis, qui scénarise tous les épisodes, et publiée par Wildstorm.
Sa particularité est d'avoir une équipe artistique différente par épisode, qui constitue une histoire compréhensible par elle-même.

## Synopsis
La série met en scène Global Frequency, un réseau semi-clandestin de sauvetage dirigé par Miranda Zero. Ses 1001 membres, spécialistes éparpillés à travers le globe, sont reliés par un réseau satellitaire, via des téléphones mobiles modifiés. Le tout est coordonné par une jeune femme de génie appelée Aleph, dont la base est secrète.
L'objectif de Global Frequency est de protéger le monde contre des menaces secrètes ou oubliées.

## Équipes artistiques
1. Bombhead, dessiné par Garry Leach
2. Big Wheel, dessiné par Glenn Fabry avec l'aide de Liam Sharp à l'encrage
3. Invasive, dessiné par Steve Dillon
4. Hundred, dessiné par Roy Allan Martinez
5. Big Sky, dessiné par Jon J. Muth
6. The Run, dessiné par David Lloyd
7. Detonation, dessiné par Simon Bisley
8. .001, dessiné par Chris Sprouse
9. dessiné par Lee Bermejo
10. Superviolence, dessiné par Tomm Coker
11. Aleph, dessiné par Jason Pearson
12. Harpoon, dessiné par Gene Ha

Les couvertures sont de Brian Wood et les couleurs de tous les épisodes sont assurés par David Baron, sauf le dernier par Art Lyon.

## Albums
Les épisodes ont été réunis en deux trade paperback :
1. Planète en flammes (2007)
2. Radio-détonation (2008)

## Publication

### Éditeurs
- Panini (collection « Wildstorm ») : tomes 1 et 2 (première édition des tomes 1 et 2)

### Périodiques
- L'épisode 7 est paru en France dans Lanfeust Mag hors-série n°2 (Soleil)

## Adaptation télévisée
La série a donné lieu au tournage d'un pilote de série télévisée destiné au réseau The WB en 2004, mais il ne fut pas retenu et jamais diffusé. Il fut lancé sur les réseaux de peer-peer où il rencontra un certain succès. Michelle Forbes y jouait le rôle de Miranda Zero.
Il y a eu une nouvelle tentative d'adaptation pour le réseau The CW en 2009, et pour le réseau Fox en 2014.